# Rue Jacques Jordaens

La rue Jacques Jordaens, est une rue faisant partie de la ville de Bruxelles, extension. Elle relie la chaussée de Vleurgat à la rue De Crayer.
C'est à l'inspecteur-voyer Victor Besme, qu'elle doit son tracé.
Ce n'est qu'en séance du conseil communal du 9 septembre 1937 qu'elle reçut son nom d'après le peintre Jacques Jordaens (1593-1678).
Dès 1874 s'y dressaient quelques maisons, mais c'est à partir de 1901 et jusqu'en 1910 que ce lotissement nouveau se couvrit de beaux hôtels de maîtres et de maisons bourgeoises.

## Adresses notables
- no 26 : siège du Conseil International du Sport Militaire (CISM)

## Maisons remarquables

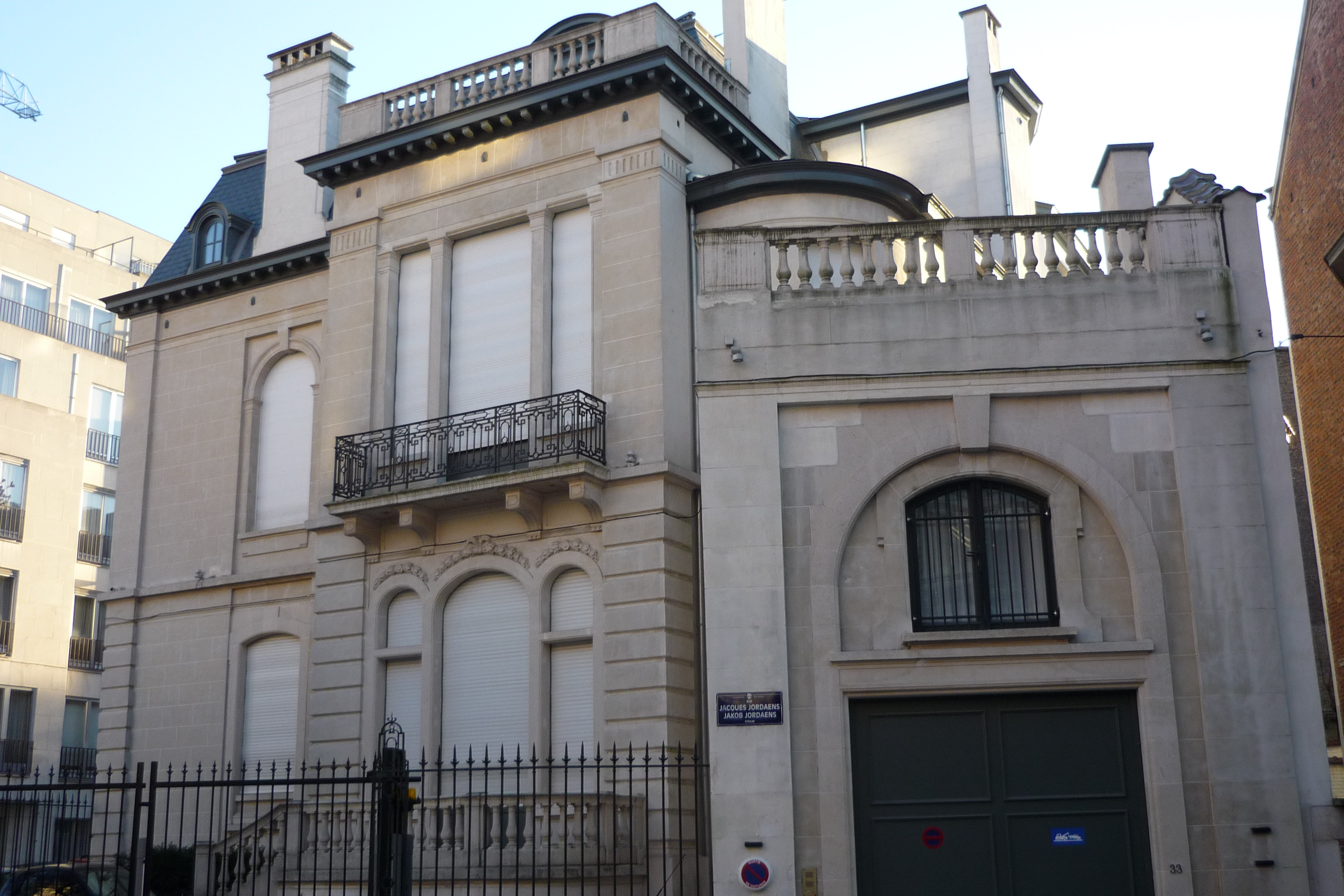
Hôtel particulier de la famille van Dievoet, façade latérale donnant rue Jacques Jordaens, 33, par l'architecte Pierre De Groef, 1909.

- 1907 : n°6 Maison bourgeoise comprenant un atelier d'artiste, de style néo-gothique, par l'architecte J. Caluwaers destiné au  peintre, illustrateur et affichiste Charles Michel (né à Liège en 1874).
- 1906: n° 9 Hôtel particulier inspiré par la Sécession viennoise, œuvre de l'architecte Gabriel Charle.
- 1901: n° 32 hôtel particulier de style néo-Renaissance flamande, par l'architecte Florent Van Roelen, des ancres de fer y donnent la date 1901 ». Sur le soubassement on lit la signature de l'architecte "F.L. Van Roelen Architecte".
- 1909: au n° 33 à l'angle de la rue De Crayer où elle a le numéro 9, et précédé d'un jardin entouré d'une grille donnant rue Jordaens, hôtel particulier de la famille van Dievoet de style Beaux-Arts, par l'architecte Pierre De Groef, avec sa signature et le millésime: "P(ierre). De Groef Archte 1909".